# Aia Arena
L'Aia Arena (en géorgien : აია არენა) est un stade de rugby à XV de 4 860 places situé à Koutaïssi, en Géorgie.

## Histoire
Le stade est inauguré en 2015. Il a coûté de 11 millions de GEL, financé par le soutien de la fondation Cartu. Il comprend quatre terrains destinés au rugby, dont le principal a une capacité de 4 860 places. Le second stade a une capacité de 1 130 places et le troisième une capacité de 751 places.
Le stade est utilisé par le Rugby Club Aia, évoluant en championnat de Géorgie de rugby à XV. L'équipe de Géorgie de rugby à XV y joue des matchs internationaux de temps en temps. Le stade a aussi accueilli le championnat du monde junior de rugby à XV 2017.

## Matchs internationaux
| REC 2018 | Géorgie | 47 - 0 | Belgique  |
| REC 2019 | Géorgie | 52 - 3 | Allemagne |
| REC 2020 | Géorgie | 78 - 6 | Belgique  |